# Ghiandole accessorie bulbouretrali
Le ghiandole accessorie bulbouretrali (o di Cowper), dette anche ghiandole ampollari, bulbari, subtrigonali o bulbomembranose, sono due notevoli ghiandole parauretrali situate alla radice del corpo spugnoso dell'uretra, presso il bulbo uretrale di Kobelt. I loro dotti parauretrali attraversano i muscoli uretrali e bulboglandulare per poi sboccare nell'ampolla uretrale, all'inizio dell'uretra bulbare.
Queste ghiandole appartengono al sistema di Cowper, di cui rappresentano le due strutture più rilevanti, nonché alle ghiandole parauretrali accessorie dell'apparato urogenitale; il loro diametro verticale ammonta in media a 13 mm, e la forma è lobulata. Costituite da un complesso (cluster) "a corallo ramificato" di circa 40 ghiandole otricolari bulbouretrali e dotti, svolgono un importante ruolo nella produzione del liquido preseminale, nonché dell'antigene prostatico specifico (PSA) e di un potente secreto protettivo, il fattore antimicrobico di Cowper, che difende e sfiamma l'uretra maschile.
In alcune specie di scimmia queste ghiandole sono solo vestigiali, e la loro funzione è stata sostituita dalle ghiandole coagulanti dell'uretra (nell'uomo corrispondono alla ghiandola parauretrale di Winslow - Duverney o antiprostata).

## Nomi e classificazione

### Nomi
Le ghiandole accessorie bulbouretrali sono anche indicate come ghiandole subtrigonali (dal trigono urogenitale), bulbomembranose o bulbari (dall'omonimo segmento uretrale) e ampollari (dall'ampolla uretrale; da non confondersi con le omonime ghiandole dell'uretra prostatica). Raramente, si può trovare la dizione ghiandole maggiori di Cowper.

### Eponimo
Le ghiandole bulbouretrali nel loro complesso sono state studiate dell'anatomista inglese William Cowper. La distinzione delle ghiandole accessorie risale però al secolo successivo, e non è contraddistinta da un eponimo specifico.

### Classificazione
Esistono numerose classificazioni possibili per queste ghiandole uretrali:
- Dal momento che queste ghiandole sono collocate relativamente vicino all'uretra (benché non siano contigue), ma i loro dotti sboccano in una sezione della stessa, vengono classificate tra le ghiandole parauretrali esocrine o ghiandole uretrali profonde.[1][2]

- Nonostante la loro funzione sia quasi completamente esocrina (emissione del secreto nel canale uretrale attraverso i dotti di Cowper), svolgono anche una minimale attività endocrina, immettendo una piccola parte dell'antigene prostatico specifico (PSA) nel circolo sanguigno.[17][18][19]

- Poiché svolgono un importante ruolo nell'apparato urogenitale, sono anche incluse tra le principali ghiandole parauretrali accessorie.[20][21]
- Appartengono alla categoria delle ghiandole lobulari tubulo-alveolari composte, poiché costituite da grappoli (urethral cluster) di ghiandole tubulo-otricolari bulbouretrali.[22][23][24]

## Anatomia

### Descrizione generale
Le ghiandole accessorie bulbouretrali sono collocate in uno stroma fibromuscolare alla base del corpo spugnoso uretrale, nella regione periuretrale del pene; si trovano ai lati del bulbo uretrale di Kobelt, presso i crura penis che da esso si dipartono verso il pube. Sono avvolte da due piccoli muscoli di forma anulare, disposti in modo concentrico ai due lati del bulbo penieno: il muscolo uretrale e il muscolo bulboglandulare (chiamato anche muscolo compressore delle ghiandole di Cowper). Riversano il proprio secreto a livello dell'uretra bulbare, nella testa anteriore dell'ampolla uretrale (spesso presso la cresta del bulbo uretrale, un omologo della cresta principale dell'uretra prostatica), grazie ad un sistema di circa 40 dotti parauretrali, riuniti in circa 10 dotti maggiori paralleli e lunghi fino a 2 cm.

### Forma e dimensioni
Le ghiandole accessorie sono sensibilmente più grandi di quelle diaframmatiche. In media, nel giovane il loro diametro verticale (altezza) ammonta a 13 mm; le misurazione svolte mostrano tuttavia dati molto variabili, con minimi di 9 mm e massimi di 16 mm. Il diametro verticale è invece minore, poiché queste ghiandole hanno una forma allungata: in media ammonta a 10 mm, ma è di fatto variabile tra 7 mm e 14 mm. Srotolando le ghiandole, la loro lunghezza può raggiungere i 18 cm. Nell'anziano tendono ad essere più voluminose, a causa del naturale processo di ingrandimento cui le ghiandole sono sottoposte; non è inoltre raro osservare fenomeni di iperplasia, paragonabili a quelli che coinvolgono la prostata, ma meno frequenti.
I dotti parauretrali accessori sono più numerosi di quelli diaframmatici, ma meno lunghi e consistenti. Superato il parenchima della ghiandola, si riuniscono in circa 10 dotti maggiori dal diametro di circa 6 mm e lunghi fino a 2 cm, che perforano il muscolo uretrale e bulboglandulare per emergere nella faccia inferiore dell'ampolla uretrale, presso gli orifizi dei dotti di Cowper e la cresta del bulbo.
Poiché queste ghiandole sono fortemente lobulate verso l'alto (ove si sviluppa il lobo apicale), la loro forma è spesso paragonata ad una pera.

### Struttura generale
Ogni ghiandola bulbouretrale è avvolta da una capsula fibroelastica quasi sferica, nota come capsula bulbouretrale, paragonabile a quella che avvolge la prostata e con funzione protettiva. È interamente composta di fibre muscolari scheletriche: sono le stesse fibre che formano i muscoli uretrale e bulboglandulare. L'epitelio prevalente che costituisce le ghiandole varia da cubico semplice a colonnare semplice. Dalla capsula partono dei setti rigidi che delineano decine di zone, attraversate dai tubuli e dai dotti parauretrali, ognuna delle quali contiene una singola ghiandola otricolare (cisterna). Si possono definire le ghiandole accessorie come strutture composite, costituite da grappoli (cluster) di ghiandole otricolari bulbouretrali, ognuna delle quali è contenuta in una regione delineata dai setti.

### Suddivisione

#### Zone
Ciascuna delle quattro ghiandole bulbouretrali principali presenta una struttura complessa e composita, paragonabile a quella della prostata (sebbene più semplificata e in scala ridotta). Pertanto, è possibile distinguere alcune aree di rilievo:
- La zona centrale, simile ad un tronco di cono, è attraversata per tutta la sua lunghezza dai condotti parauretrali (che decorrono solo in questa porzione del tessuto ghiandolare bulbouretrale e sboccano nel calice dell'uretra).[42][43][44]
- La zona periferica o delle ghiandole periuretrali[45][46][47] è la porzione più consistente del tessuto ghiandolare, anch'essa a tronco di cono o a coppa, e costituisce circa il 75% del volume complessivo. Ricca di un denso stroma fibromuscolare, è in rapporto con tutte le altre regioni. La sua sporgenza verso l'alto, in direzione caudale, forma il lobo superiore della ghiandola, fortemente accennato in queste ghiandole e paragonabile al picciolo di una pera.[42][43][44]
- Lo stroma fibromuscolare anteriore costituisce gran parte della faccia anteriore; la sua forma è assimilabile ad un cuneo o ad un cono rovesciato.[42][43][44]

#### Lobi
Sebbene questa classificazione sia poco utilizzata, è possibile individuare quattro lobi prevalenti in ognuna delle quattro ghiandole di Cowper principali. Ogni lobo è determinato dalla diversa collocazione delle ghiandole otricolari, che delineano le seguenti porzioni:
- Lobo anteriore: la porzione anteriore della ghiandola. Completamente priva di ghiandole otricolari e dotti, è costituita soltanto da stroma fibromuscolare e dalle fibre muscolari dei muscoli uretrale e bulboglandulare.[48][49][50]
- Lobi laterali: le due porzioni laterali della ghiandola. Contigue fra loro e con i muscoli uretrale e bulboglandulare, sono costituite per buona parte di ghiandole otricolari e dotti, e compongono la maggior parte della massa complessiva della ghiandola.[48][49][50]
- Lobo posteriore: la porzione antero-laterale dei lobi laterali, ove essi si riuniscono. Sebbene sia interamente compresa tra le fibre muscolari della regione periuretrale, può essere analizzata a distanza con l'esame digitale tramite il retto.[48][49][50]

### Struttura interna

#### Ghiandole e tubuli otricolari
Nel denso stroma fibromuscolare di ogni ghiandola si collocano numerose ghiandole parauretrali mucose, di ridotte dimensioni (circa 1 mm di diametro per 2 mm di altezza), chiamate ghiandole tubulo-otricolari bulbouretrali, o semplicemente ghiandole otricolari bulbouretrali. Appartengono alla categoria della ghiandole tubulo-otricolari ramificate, e la loro struttura è simile a quella delle ghiandole otricolari prostatiche e vescicolari, o delle ghiandole otricolari minori (presso l'utricolo prostatico), benché siano più piccole. La loro forma è nel complesso irregolarmente conica, a base periferica e apice rivolto verso l'uretra; si apre in direzione anticaudale.
Il numero di queste ghiandole è variabile; in genere, nel giovane le due ghiandole accessorie presentano un sistema ramificato e labirintico di circa 40 dotti e ghiandole periuretrali. Questo dato è comunque molto variabile da un individuo all'altro, passando da uomini in cui ammonta a circa 30 ad altri in cui supera le 60 unità. Nell'anziano il numero delle ghiandole otricolari e dei relativi condotti tende a crescere, poiché le ghiandole bulbouretrali aumentano di volume e sono spesso soggette a fenomeni di iperplasia, con formazione di corpi amilacei (proprio come accade per la prostata).
Una caratteristica delle ghiandole otricolari bulbouretrali è che sono collegate fra loro da un complesso sistema di molti tubuli cavi, chiamati anche dotti minori, che formano una struttura fortemente ramificata e labirintica, paragonata da alcuni manuali ad un albero dai molti rami o ad un corallo. Ciascuna ghiandola è in realtà una struttura composita (lobulo), costituita da decine di microlobuli provvisti di minuscole papille, che riversano il proprio secreto in tanti piccoli tubuli che confluiscono nei più grandi condotti: i diverticoli tubulari od otricolari, dotti parauretrali, uno per ciascuna ghiandola. Questi canali corrispondono di fatto ai tubuli maggiori o dotti pre-eiaculatori, che attraversano il parenchima della ghiandola (cioè la zona periferica) fino all'esterno. Qui i dotti preseminali si riuniscono in circa 10 canali maggiori (5 per ciascuna ghiandola), che attraversano il muscolo uretrale e il muscolo bulboglandulare, proseguendo nella regione periuretrale fino a sboccare mediante orifizi ampollari. Indipendentemente dalla ghiandola, il lume dei dotti periuretrali ha un'ampiezza molto variabile, mentre il contorno è irregolare.

#### Composizione epiteliale
I microlobuli sono costituiti da epitelio cilindrico, semplice o pseudostratificato, e sono avvolti da un plesso di capillari; soprattutto negli anziani, possono contenere aggregati di colloide di natura iperplastica, noti come corpi amilacei. Le cellule che li compongono hanno grandi nuclei basali sferici, e nella porzione apicale si ritrovano vescicole secretorie; tra le cellule secernenti, si trovano cellule neuroendocrine e adenomeri aberranti. I piccoli tubuli che si dipartono dai microlobuli sono rivestiti da un singolo strato di cellule epiteliali, di tessuto cilindrico semplice, mentre i dotti parauretrali di Cowper in cui essi confluiscono (diverticoli otricolari) sono costituiti da epitelio cilindrico a più strati; si evidenzia un duplice strato di cellule: cubiche nella porzione basale e cilindriche in quella laminare. Ciascun lobulo è inoltre circondato da una sottile membrana fibrosa nota come capsula lobulare bulbouretrale, mentre i dotti bulbouretrali sono avvolti da un sottile strato di epitelio ghiandolare colonnare, fintanto che attraversano lo stroma fibromuscolare interno. I canali maggiori sono inoltre rivestiti da uno strato aggiuntivo di epitelio laminare semplice, con funzione protettiva.

### Dotti bulbouretrali accessori
I dotti delle ghiandole accessorie si riuniscono in una media di 10 canali preseminali maggiori (di norma 5 per ciascuna ghiandola, benché il loro numero possa variare da 1 a 10). Questi canali accessori sono relativamente ampi (circa 6 mm) e piuttosto lunghi (fino a 2 cm), poiché devono attraversare i muscoli uretrale e bulboglandulare, entro il corpo spugnoso, fino a sboccare nella faccia inferiore dell'ampolla uretrale.
Gli orifizi dei dotti bulbouretrali sono spesso collocati in prossimità della cresta del bulbo o ai suoi lati, disposti simmetricamente come accade per molti dotti prostatici, ma potrebbero anche affiorare in modo disordinato lungo tutto il pavimento del calice uretrale. L'entità e la funzione di questa cresta uretrale, comunque, sono molto variabili da un individuo all'altro, e pertanto lo è anche la collocazione degli orifizi dei dotti di Cowper accessori; di norma si riscontrano 5 orifizi per ciascun lato della plica.

## Funzione

### Pre-eiaculazione
Le ghiandole accessorie, come tutte le ghiandole del sistema di Cowper, contribuiscono a produrre parte del liquido preseminale (detto anche pre-eiaculazione o liquido di Cowper - Littré). Questo secreto viene emesso durante la fase di eccitazione, e il suo volume è paragonabile a quello dello sperma, benché estremamente variabile da un individuo all'altro (da 0,5 ml a 14 ml, con una media di 2 - 5 ml) . Ha il compito di:
- Lubrificare l'intera uretra, e soprattutto l'uretra peniena, per preparare il successivo passaggio del seme; vengono espulse varie mucoproteine che formano un velo di rivestimento.[67][37][68][69]
- Neutralizzare l'acidità delle urine ed innalzare sensibilmente il pH vaginale, rendendo così alcalino l'ambiente per non nuocere agli spermatozoi (il pH del liquido prespermatico è infatti compreso tra 8,1 e 9,1).[67][37][68]
- Favorire la risposta immunitaria in uretra e in generale nell'apparato urogenitale, grazie alla produzione ed emissione di numerose glicoproteine, incluso l'antigene prostatico specifico o PSA.[2][17][19]
- Emettere una soluzione antimicrobica per evitare infezioni urinarie durante e dopo il rapporto; questo è uno dei principali fattori per cui le infezioni della vescica (cistiti batteriche o fungine) sono molto più frequenti nel sesso femminile.[70][71][72][73][10] L'insieme delle sostanze antibatteriche e antimicotiche prende il nome di fattore antimicrobico di Cowper, e contiene rilevanti quantità di zinco libero e magnesio.[70][74][75][73][10] Altre sostanze antimicrobiche, e in minor parte antinfiammatorie, sono costituite da acido sialico, potassio, fosforo, rame e acido ialuronico.[76][77][78][79][80]

### Secrezioni costanti
Fuori dallo stato di eccitazione, le ghiandole otricolari bulbouretrali (e di conseguenza le ghiandole accessorie stesse) svolgono la stessa funzione di tutte le ghiandole uretrali e parauretrali. Di conseguenza, le loro secrezioni (drenate costantemente attraverso i dotti parauretrali):
- Contribuiscono ad una costante lubrificazione dell'uretra peniena e dei dotti bulbouretrali stessi, emettendo mucoproteine.[64][37][63]
- Concorrono a proteggere il pavimento uretrale dall'acidità delle urine, evitandone l'irritazione grazie al deposito di uno strato protettivo di secrezioni mucose con funzione riepitelizzante.[81][82][83] Questo velo fa scivolare via anche gli scarti, ad esempio le cellule staccate con la desquamazione e lo smegma.[81][82][84]
- Potenziano la risposta immunitaria in uretra e in generale nell'apparato urogenitale, emettendo glicoproteine (tra cui spicca l'antigene prostatico specifico o PSA).[2][17][19]
- Contribuiscono a proteggere l'apparato urogenitale da infezioni urinarie (ad esempio uretriti, uretrocowperiti) attraverso l'emissione di peptidi con proprietà antimicrobiche, in particolare antibatteriche e (in minor parte) antimicotiche. Questo è uno dei principali fattori per cui le infezioni della vescica (cistiti batteriche o raramente fungine) sono molto più frequenti nel sesso femminile.[70][71][72][73][11]

### Drenaggio
La presenza di un catetere nel maschio può limitare o impedire il naturale drenaggio del secreto delle ghiandole parauretrali, con il rischio di provocare infezioni (uretriti) che possono eventualmente ascendere attraverso i dotti parauretrali, fino ad infiammare le ghiandole stesse. Viene inoltre limitato fortemente l'apporto del fattore antimicrobico di Cowper e delle sostanze protettive, con il rischio di lasciare l'epitelio uretrale scoperto verso fenomeni infettivi o infiammatori.

## Composizione del secreto

### Fattore antimicrobico di Cowper
Il fattore antimicrobico di Cowper fa parte delle secrezioni note come fattore antimicrobico dell'uretra maschile: si tratta di sostanze emesse da tutte le ghiandole uretrali e periuretrali, sia costantemente sia attraverso le secrezioni sessuali, volte a proteggere e sfiammare l'uretra maschile.

#### Secrezione costante
Le analisi effettuate sulle secrezioni di natura non sessuale hanno mostrato la presenza di questi elementi:
- Zinco libero, presente in una quantità media di 640 microgrammi  / mL (280 - 1500 microgrammi / mL) nell'individuo sano; possiede notevoli proprietà antibatteriche e antimicotiche, nonché una discreta capacità antinfiammatoria.[70][74][96][70] Negli individui con infezione cronica a carico delle ghiandole bulbouretrali o con notevole iperplasia (specie negli anziani), la quantità di zinco viene ridotta anche sotto i 100 microgrammi / mL, aumentando il rischio di infezioni urinarie.[70][74][97][98]
- Magnesio, presente in una quantità media di 380 microgrammi / mL (100 - 750 microgrammi / mL) nell'individuo sano; mostra cospicue abilità antibatteriche e, in minor parte, antimicotiche.[99][100][101]
- Potassio, presente in una quantità media di 3000 microgrammi / mL nell'individuo sano; nonostante il volume considerevole, le sue proprietà antibatteriche, antimicotiche e antinfiammatorie sono inferiori a quelle di zinco e magnesio, pur svolgendo comunque un ruolo rilevante in questo campo.[102][103][104]
- Quantità meno rilevanti (sotto i 150 microgrammi / mL) di acido sialico, fosforo e acido ialuronico, con funzione antimicrobica e antinfiammatoria, sono presenti in questo fluido.[76][77][78][79][80]
- Sono rinvenibili anche tracce di rame puro che, nonostante il volume modesto (inferiore ai 40 microgrammi / mL), mostra proprietà antibatteriche molto notevoli; possiede anche proprietà antimicotiche e antinfiammatorie, ma di minore entità.[99][102][105][106]

Zinco, magnesio, fosforo, rame e acido ialuronico sono presenti in tutte le ghiandole uretrali, mentre l'acido sialico e il potassio si possono ritrovare (in quantità apprezzabili) solo nel fattore antimicrobico prostatico e vescicolare.

#### Liquido di Cowper - Littré
La porzione di secretio ex libidine prodotta dalle ghiandole bulbouretrali mostra in linea di massima le stesse componenti della secrezione costante (riportate nel paragrafo precedente), con alcune differenze in composizione e quantità:
- La quantità dello zinco libero è sensibilmente superiore, ammontando ad una media di 880 microgrammi  / mL (390 - 2000 microgrammi / mL) nell'individuo sano; lo stesso vale per il magnesio (490 microgrammi / mL), l'acido sialico (250 microgrammi / mL) e il rame puro (inferiore ai 60 microgrammi / mL).[107][108][109][77][110]

- Gli studi hanno rilevato anche microscopiche tracce d'argento puro (fortemente inferiori ai 10 microgrammi / mL), dotato di considerevoli proprietà antibatteriche.[111][112][102]

Il principale motivo di queste differenze va ricercato nel fatto che il rapporto comporta un elevato rischio di infezioni delle vie urinarie, a causa dei possibili traumi cui l'uretra è sottoposta e, soprattutto, del rischio di una trasmissione batterica: questo è molto evidente nel sesso femminile (la cui uretra non secerne alcun fattore antimicrobico), per cui l'infezione urinaria più comune è proprio la cistite postcoitale. Per contrastare il pericolo di infezioni, l'uretra maschile si avvale dunque del secreto emesso dalle ghiandole uretrali, le cui componenti aumentano in quantità e qualità nella secretio ex libidine, proprio con lo scopo di contrastare un passaggio batterico e ridurre al minimo il rischio di infezioni durante e dopo il rapporto. Gli studi dimostrano che l'efficacia antimicrobica e antinfiammatoria di questo secreto perdura per diverse ore dopo la sua emissione (fino a 24 ore in casi particolari), con un picco di attività nei minuti successivi all'espulsione e un effetto apprezzabile della durata di 4 - 6 ore.

### Fattore riepitelizzante
Un'altra importante funzione svolta dalle ghiandole di Cowper nel loro complesso è l'emissione di un secreto riepitelizzante; ancora una volta, si tratta di una sostanza emessa da tutte le ghiandole uretrali e periuretrali, costantemente o con le secrezioni sessuali, volta a proteggere l'uretra maschile. Oltre a salvaguardare il delicato pavimento uretrale dall'acidità delle urine (sia depositando un velo protettivo, sia grazie al proprio pH basico) queste sostanze sfiammano l'uretra e accelerano o favoriscono i processi di guarigione e cicatrizzazione delle ferite alla mucosa.

#### Composizione
La composizione del fattore riepitelizzante non varia particolarmente dalle secrezioni costanti al liquido di Cowper - Littré; include questi elementi:
- Mucina e numerose altre mucoproteine, con funzione protettiva e lubrificante per il pavimento uretrale.[67][37][68][69]
- Squalene, un lubrificante naturale rintracciabile anche nelle secrezioni vaginali e nel fegato, presente in quantità moderatamente basse (sotto 80 microgrammi / mL).[120][121][122]
- Bicarbonati, potassio e magnesio, volti a rendere alcalina la secrezione mucosa, per proteggere il pavimento uretrale e favorire la sopravvivenza degli spermatozoi in uretra e soprattutto nell'ambiente acido della vagina. Il pH di questo fluido varia infatti da moderatamente basico (8,1) a fortemente basico (finanche 9,1), ed innalza sensibilmente il pH vaginale.[67][37][68]
- Acido sialico e ialuronico, presenti in quantità moderate (sotto i 150 microgrammi / mL per le secrezioni comuni, oppure 250 nella pre-eiaculazione). Si caratterizzano per le spiccate proprietà riepitelizzanti, e facilitano la guarigione delle mucose danneggiate e infiammate; in particolare, consistenti livelli di acido ialuronico sono rintracciabili nell'urotelio e in altri tessuti del tratto urinario.[76][77][78][79][80]

### Altri elementi
Nel liquido di Cowper - Littré si possono rinvenire anche altri elementi, la cui funzione non può essere classificata secondo i precedenti criteri:
- Numerose glicoproteine, incluso l'antigene prostatico specifico o PSA, volte a potenziare la risposta immunitaria dell'uretra e dell'apparato urogenitale. Esattamente come avviene per il liquido seminale, la quantità di antigene emessa attraverso la pre-eiaculazione è notevolmente superiore a quella delle secrezioni costanti.[37][71][72][73][123] Inoltre, la funzione delle ghiandole di Cowper è quasi esclusivamente endocrina, poiché solo una quantità minima di antigene viene immessa nel circolo sanguigno.[71][72][73][123]
- Svariate proteine, tra cui spicca l'albumina, volte alla fluidificazione del seme sia in uretra sia nell'acido ambiente vaginale.[124][125][126]
- Diversi zuccheri, tra cui spicca il galattosio (finanche 900 microgrammi / mL), presente solo nella pre-eiaculazione e volto a nutrire gli spermatozoi che saranno successivamente emessi con l'eiaculazione vera e propria.[127][128][129]

#### Potenziali trasmissioni
Il fluido di Cowper - Littré, prodotto nel suo complesso da numerosissime ghiandole uretrali accessorie dislocate lungo l'intera uretra, di norma non contiene naturalmente spermatozoi, tuttavia raccoglie quelli emessi con le precedenti eiaculazioni e non espulsi dall'uretra. Pertanto, una possibilità di causare gravidanza è improbabile ma non può essere assolutamente esclusa.
Diversi studi hanno dimostrato la possibilità di questo fluido di veicolare infezioni sessualmente trasmissibili; in particolare, la sua probabilità di trasmettere il virus dell'HIV sembra perfino superiore a quella del liquido seminale vero e proprio. Questo fenomeno potrebbe derivare dal fatto che il liquido preseminale, a differenza dello sperma, non presenti un significativo fattore antivirale, che secondo le ricerche potrebbe inibire anche l'HIV.

## Clinica

### Patologie
Dal punto di vista clinico, tutte le ghiandole bulbouretrali sono significative per vari fenomeni di entità e incidenza molto variabili. Questi includono in particolare:
- Iperplasia: fenomeno che consiste nella moltiplicazione eccessiva delle cellule che compongono le ghiandole, aumentando il numero e le dimensioni delle ghiandole otricolari bulbouretrali e, di conseguenza, delle ghiandole accessorie stesse. Possono formarsi corpi amilacei presso i diverticoli otricolari, il cui diametro può superare il millimetro.[22][39][55] L'iperplasia si verifica con relativa frequenza nella popolazione anziana e, benché di entità generalmente minore, è spesso paragonabile all'iperplasia prostatica benigna.[140][37][141][6]
- Infezione: le uretriti o parauretriti microbiche, sia ascendenti sia discendenti, possono estendersi alle ghiandole bulbouretrali, provocandone l'infiammazione e il rigonfiamento. Le ghiandole accessorie sono leggermente più colpite di quelle diaframmatiche, perché situate più vicine agli orifizi dei dotti di Cowper (i loro dotti non superano di norma i 2 cm).[29][30][16] L'infezione può anche trasmettersi per passaggio dalle regioni circostanti (ad esempio il corpo spugnoso dell'uretra o i muscoli uretrale e bulboglandulare), in caso di membrana permeabile.[142][143][144] L'infezione di queste strutture prende il nome di uretrocowperite (o semplicemente cowperite). Se non trattata, può portare ad ascesso parauretrale e stenosi uretrale.[142][143][144][145]
- Cisti uretrale o parauretrale: è possibile che le ghiandole sviluppino edemi e neoformazioni cistiche, a seguito di infezioni o lesioni iatrogene. Non è raro che le cisti parauretrali si sviluppino dalle ghiandole otricolari, ma è più probabile che si formino nei dotti bulbouretrali e in particolare nei dotti maggiori accessori, bloccandone il drenaggio fino al totale impedimento.[146][29][147] Questo fenomeno prende il nome di cisti del dotto di Cowper.[148][149][147]
- Siringocele: abnorme dilatazione cistica delle ghiandole o dei dotti di Cowper, di varia origine, spesso congenita; può portare a stenosi uretrale se non trattata.[150][151][30]
- Diverticolo uretrale o parauretrale: dilatazione anomala e sacciforme dell'uretra, sporgente o rientrante, dovuta alla dilatazione delle ghiandole e dei dotti uretrali, che provoca un prolasso della parete. Può essere singolo o multiplo, e tende a formarsi dalle lacune di Morgagni da cui sbucano i dotti stessi.[152][153][154]
- Infiammazione: le cause di un processo flogistico sono molteplici, ma vengono in genere ricercate tra infezioni, iperplasia e traumi iatrogeni. La flogosi di queste strutture prende il nome di uretrocowperite (o semplicemente cowperite).[142][143][144]
- A livello dell'orifizio dei dotti uretrali possono formarsi masse cicatriziali (stenosi uretrale anulare o allungata, valvola uretrale) oppure depositarsi calcoli uretrali (primari se originati nella lacuna uretrale, secondari se provenienti dal dotto stesso o da altre regioni dell'apparato urogenitale).[155][156][157][158]
- Neoplasie: le ghiandole bulbouretrali sono talora soggette a fenomeni neoplastici, sia benigni sia maligni, in particolare l'adenocarcinoma uretrale o parauretrale. Questi tumori possono insorgere sia dalle ghiandole otricolari, dunque all'interno della capsula, sia dalla capsula stessa o dai dotti di Cowper; in rarissimi casi, le ghiandole potrebbero anche ospitare metastasi.[159][160][38][161] La presenza di tumori potrebbe essere evidenziata, come avviene per la prostata, da un'abnorme produzione di PSA.[162][38][163]

In generale, i fenomeni di iperplasia, cisti parauretrale e neoplasia delle ghiandole bulbouretrali sono più rari rispetto a quelli della prostata, ma più comuni di quelli delle vescicole seminali. Al contrario, le vescicole seminali sono più soggette ad infiammazioni ed infezioni.

#### Catetere
La presenza del catetere urinario aumenta fortemente il rischio di infezioni, poiché ostruisce il drenaggio del secreto uretrale. Viene inoltre limitato fortemente l'apporto del fattore antimicrobico di Cowper e delle sostanze protettive, con il rischio di lasciare l'epitelio uretrale scoperto verso fenomeni infettivi o infiammatori. Inoltre, solo nel maschio sono estremamente frequenti i traumi iatrogeni dell'uretra e, conseguentemente, delle ghiandole uretrali e dei relativi dotti.

#### Sintomatologia
I sintomi delle patologie a carico di queste ghiandole sono gli stessi di una uretrite o uretroprostatite, e includono:
- Minzione dolorosa (alguria), difficoltosa (disuria) o entrambe (stranguria)
- Dolore e bruciore uretrale (uretrodinia, uretralgia)
- Perdite di sangue dall'uretra (uretrorragia)
- Secrezioni anomale dall'uretra (uretrorrea)
- Sangue nell'urina (ematuria) e nell'eiaculato (emospermia)
- Forte dolore durante e dopo l'eiaculazione (diseiaculazione) e il rapporto (dispareunia)
- Dolore testicolare o scrotale (scrotodinia)
- Elevata frequenza minzionale (pollachiuria)
- Urgenza minzionale (minzione imperiosa)
- Sensazione di mancato svuotamento (tenesmo vescicale)
- Sconforto vescicale e uretrale
- Ritenzione urinaria, acuta o cronica
- Dolore perineale
- Disturbi della defecazione (dolore, tenesmo rettale)
- Ritenzione fecale, acuta o cronica (soprattutto in caso di siringocele)
- Pus dall'uretra o nell'urina (piuria; soprattutto in caso di infezione o infiammazione purulenta)

In caso di iperplasia o cisti parauretrale grave, o notevole rigonfiamento in seguito ad infezione o traumi (siringocele), le abnormi dimensioni delle ghiandole potrebbero impedire completamente la minzione (anche per conseguente stenosi uretrale) o la defecazione.

## Negli altri animali

### In generale

#### Numero e dimensioni
Le ghiandole bulbouretrali sono presenti nella quasi totalità dei mammiferi, tuttavia la loro entità (e funzione) può variare in modo molto considerevole da un animale all'altro. Seguono alcuni esempi emblematici:
- Nella maggior parte dei mammiferi, queste ghiandole sono affini a quelle umane per funzione, numero e volume (con le dovute proporzioni).[173][174][175] Possibili esempi sono i gatti, i topi e i ruminanti (in particolare, si tende a studiare il toro e il cavallo).[176][177] In generale, le ghiandole uretrali e parauretrali dei topi sono estremamente simili a quelle umane e, pertanto, oggetto di numerose ricerche e studi.[178][179][180] Nei ricci, negli istrici e in altri mammiferi, le ghiandole accessorie sono in numero di quattro.[181][182]
- In certi mammiferi, alcune delle ghiandole bulbouretrali sono degenerate, riducendosi a vestigia e arrivando in alcuni casi anche all'atrofia. Nel caso degli scimpanzé, le ghiandole diaframmatiche sono comparabili a quelle umane, ma le ghiandole accessorie, circa in numero di dieci, sono così piccole da risultare quasi atrofiche, appena visibili (il loro diametro è inferiore al millimetro).[183][184] Nei cani, al contrario, le ghiandole accessorie sono simili a quelle dell'uomo, mentre le ghiandole diaframmatiche sono soggette a fortissima variabilità, passando da dimensioni considerevoli fino ad essere atrofiche, o addirittura del tutto assenti, in alcuni individui.[35][183][185]
- In altri mammiferi, alcune delle ghiandole bulbouretrali si sono sviluppate fino ad assumere dimensioni estremamente notevoli. Nelle iene, le ghiandole diaframmatiche hanno dimensioni comparabili a quelle umane (con le dovute proporzioni), mentre le ghiandole accessorie sono quattro e hanno la stessa dimensione della prostata, con un diametro di circa 4 cm ciascuna.[186][187] Nei cervi e nei suini, le ghiandole diaframmatiche sono così grandi da avvicinarsi alle dimensioni delle vescicole seminali; appartengono anch'esse alle ghiandole parauretrali accessorie, e svolgono numerose funzioni.[188][189] Le ghiandole accessorie sono invece di dimensioni normali, e il loro numero ammonta a quattro.[188][189]

#### Funzione
La funzione delle ghiandole bulbouretrali è identica a quella umana nella grande maggioranza dei mammiferi; esistono, tuttavia, alcune eccezioni:
- Nei mammiferi in cui le ghiandole si sono involute (ad esempio scimpanzé e cani), la loro funzione è divenuta progressivamente meno rilevante, venendo sostituita da altre ghiandole. In alcuni casi, si tratta di ghiandole parauretrali preesistenti (ad esempio prostata, vescicole seminali, ghiandole di Littré, ...), in altri casi di ghiandole differenti e sviluppate per supplire questa mancanza.[35][183] Ad esempio, in alcune specie di scimmia (incluso lo stesso scimpanzé) la loro funzione è stata assunta dalle ghiandole coagulanti dell'uretra (nell'uomo è presente una singola ghiandola, chiamata antiprostata).[12][13][14]
- Nei mammiferi in cui le ghiandole sono molto prominenti e notevoli (ad esempio iene, suini e cervi), la loro funzione è divenuta molto rilevante, supplendo o contribuendo a quella di altre ghiandole. In particolare, oltre a secernere il liquido prespermatico, esse contribuiscono alla produzione della stessa eiaculazione e di varie glicoproteine.[188][189]

### Muscoli delle ghiandole bulbouretrali
In numerosi mammiferi, il muscolo uretrale e il muscolo bulboglandulare sono parte integrante dello sfintere uretrale esterno, e si caratterizzano per la struttura notevole e complessa; esempi emblematici sono lepri, cani, cervi, tori e cavalli. In altri mammiferi, per contro, si sono ridotti a semplici vestigia: ne è un esempio lo scimpanzé. Nell'uomo questi muscoli non sono particolarmente sviluppati, ma neanche vestigiali: la loro funzione è probabilmente quella di avvolgere e proteggere le stesse ghiandole accessorie, costituendo una sorta di doppio anello - cuscinetto alla base del corpo spugnoso uretrale.

## Possibili omologie
Alcuni manuali propongono un'omologia tra le ghiandole accessorie di Cowper e alcune delle ghiandole vaginali nella femmina, in particolare:
- Ghiandole vaginali maggiori (di Bartolino): due ghiandole di medie dimensioni (4 - 5 mm di diametro), che producono gran parte delle secrezioni vaginali, in particolare durante il rapporto. Pur non presentando ghiandole interne, sono divise in lobi e ricoperte da una capsula fibromuscolare scheletrica; fanno parte delle ghiandole vaginali accessorie dell'apparato genitale femminile.[194][195][196]
- Ghiandole vaginali minori (di Skene): due ghiandole microscopiche (visibili con la dissezione), che producono parte delle secrezioni vaginali. Sono anche responsabili dell'emissione, seppure in quantità minimali, dell'antigene prostatico specifico o PSA. Recenti studi sembrano però mostrare che il tessuto di queste ghiandole, visto al microscopio, è in realtà comparabile a quello della prostata.[197][198][199]

Si tende a privilegiare l'omologia con le ghiandole di Bartolino, poiché derivano dalla stessa porzione del seno urogenitale che origina le stesse ghiandole accessorie di Cowper.